# Malahide Castle
Malahide Castle (irsk: Caisleán Mhullach Íde) er et slot, der ligger tæt ved landsbyen Malahide, omkring 14 km nord for det centrale Dublin i Irland. Dele af bygningen stammer fra 1100-tallet.
Den har over 1,1 km2 parkområde omkring ejendommen, der danner Malahide Demesne Regional Park. Den har været hjem for Talbot-familien fra 1185 frem til 1973, hvor Rose Maud Talbot overdrog den til den irske stat fordi udestående ejendomsskatter ikke kunne betales.